# La tortuga gigante
La tortuga gigante  es un cuento infantil escrito por el cuentista y poeta uruguayo Horacio Quiroga que forma parte de la antología Cuentos de la selva, publicada en 1918.  Quiroga escribe y recopila varios cuentos infantiles ambientados en la selva, ya que la propia selva forma parte de la vida del autor cuando este viaja junto al poeta argentino Leopoldo Lugones hasta el Alto Paraná, y es allí donde su experiencia vital lo lleva a escribir sobre ese lugar que siempre formará parte de su vida.

## Personajes
- El hombre: Persona enferma, además de ser trabajador y dedicado
- La tortuga: Alta como una silla y pesada como un hombre, amable y cariñosa
- El tigre: Grande y feroz
- El amigo: Un hombre bueno y amable
- El ratón: Un roedor
- Los hermanos del hombre